# 金沢市スポーツ事業団
公益財団法人金沢市スポーツ事業団（こうえきざいだんほうじんかなざわしスポーツじぎょうだん）とは、石川県金沢市にある公益財団法人である。

## 概要
金沢市内にある金沢市営スポーツ施設の指定管理者として、スポーツ施設の管理運営をしており、市民の心身の健全な発達と健康で活力のある生活の形成に寄与することを基本理念とした公益財団法人である。
施設の管理運営のほか、スポーツイベントやスポーツ教室を開催している。

### 基本情報
- 所在地 : 石川県金沢市泉野出町3丁目8番1号（金沢市総合体育館内）
- 理事長 : 高村　政博

## 管理スポーツ施設一覧

### 体育館
- 金沢市総合体育館
- 中央市民体育館
- 城南市民体育館
- 城東市民体育館
- 城北市民体育館
- 城西市民体育館
- 森本市民体育館
- 浅野川市民体育館
- 額谷ふれあい体育館
- 西部市民体育館
- 鳴和台市民体育館

### プール
- 金沢プール（共同事業体管理）
- 西部プール（西部市民体育館）
- 鳴和台プール（鳴和台市民体育館）

### テニスコート
- 城北市民テニスコート
- 東金沢スポーツ広場
- 西金沢テニスコート
- 大徳テニスコート
- 城東テニスコート（城東市民体育館）

### 屋外施設
- 内川スポーツ広場
- 戸室スポーツ広場
- 金沢市営陸上競技場
- 金沢市民野球場
- 金沢市民サッカー場
- 金沢市営球技場
- 専光寺ソフトボール場
- 安原スポーツ広場
- 医王山スキー場
- ジュニアスポーツコート
- スポーツ交流広場
- 本田圭佑クライフコート

#### 運動広場
以下スポーツ施設は無人で管理している。
施設使用については、利用料金は無料だが使用申請による許可を受ける必要がある。
原則、団体利用（10人以上）のみ使用でき、個人には開放していない。
- 久安運動広場
- 額谷運動広場
- 大桑運動広場
- 田上運動広場
- 森本こどもグラウンド
- 鞍月広場
- 湊野球場
- 湊運動公園
- 医王山運動広場
- 加賀朝日町グラウンドゴルフ場
- 法光寺運動広場
- 金沢テクノパーク運動広場
- こなん水辺グラウンドゴルフ場
- 伏見川グラウンド
- 伏見川スポーツ公園
- 西金沢少年運動場